# Astronaut

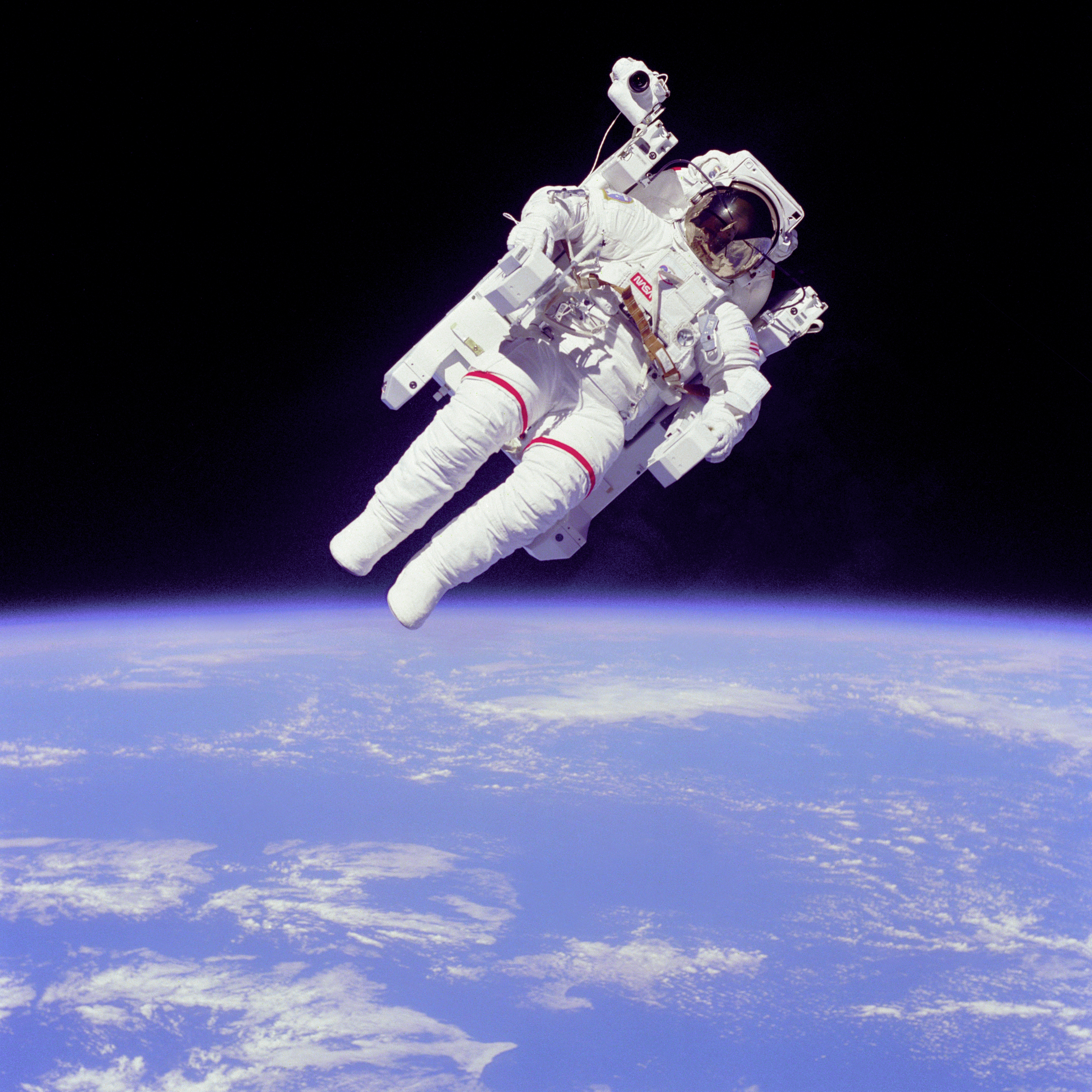
Astronautul Bruce McCandless II în timpul misiunii STS-41-B

Un astronaut sau cosmonaut (în greacă nautes – navigator) este o persoană cu pregătire specială care participă la zborul unei nave spațiale în calitate de pilot sau membru al echipajului acesteia. Cuvintele sunt echivalente, sovieticii/rușii preferând cuvântul "cosmonaut", iar americanii "astronaut". Primul cosmonaut din istorie a fost pilotul sovietic Iuri Gagarin, primul om ce a călcat pe lună a fost Neil Amstrong, iar unicul cosmonaut român a fost Dumitru Prunariu.

## Munca în spațiu
Munca într-o navă spațială include întreținerea echipamentului, conducerea experimentelor și repararea sateliților. Pentru a pilota o navă spațială, un astronaut se antrenează ca un pilot militar. Specialiștii misiunii trebuie să fie ingineri sau cercetători superior calificați.

## Forța de apăsare
Astronauții trebuie pregătiți pentru condițiile din spațiu. Prima dată sunt antrenați să reziste forțelor mai mari de 1 G, care dau impresia unui corp mai greu decât normal. Apoi, pentru a fi obișnuiți și cu lipsa gravitației din spațiu, astronauții se antrenează în cisterne cu apă precum și în avioane de mare altitudine, unde gravitația este redusă sau chiar absentă.

## Răul de spațiu
Peste 40 % din astronauți suferă de rău de spațiu în primele zile, din cauză că lipsa gravitației le afectează echilibrul. În timp, absența gravitației reduce numărul celulelor roșii din sânge, purtătoare de oxigen, provocând o stare de oboseală.

## Astrogimnastica
Din lipsa gravitației astronauții pot crește în înălțime cu până la 5 cm; inima, mușchii și oasele lor slăbesc. Aceste schimbări pot fi ținute în frâu cu o dietă specială și cu exerciții fizice regulate, de exemplu într-o sală de gimnastică de la bordul navei spațiale.

## Limitările din spațiu
O navă spațială este constant bombardată de radiații cosmice, care pe Pământ sunt blocate de atmosferă. Fiecare astronaut poartă la corp un instrument care măsoară permanent expunerea la radiații. Limita recomandată de expunere la radiații în timpul vieții este de 100 de razi (unități de radiație). Acest fapt limitează timpul pe care astronautul îl poate petrece în spațiu și poate periclita planurile pentru misiuni pe distanțe lungi pe Marte, la care s-ar putea ajunge în circa 2 ani, sau pe alte planete și mai îndepărtate.

## Fără zi sau noapte
În spațiu temperatura se poate schimba de la -200 °C (-200 grade Celsius) în umbră la mai mult de 100 °C în bătaia razelor Soarelui. Este important să se mențină o temperatură stabilă în navă și acest lucru se face cam în același fel ca într-un birou cu aer condiționat de pe Pământ. În spațiu nu există ritmul de zi și noapte cunoscut, dar astronauții își impun o rutină care imită ciclul pământean, astfel încât ei știu când e timpul să doarmă și când să lucreze.

## Alimentația astronauților
Hrana și băutura consumate pe navele spațiale trebuie să respecte anumite necesități impuse de condițiile de zbor spațial sau de staționare în cadrul coloniilor spațiale.

## Cosmonauți
- Dumitru Prunariu – primul cosmonaut român
- Bertalan Farkas – primul cosmonaut maghiar
- Vladimír Remek – primul cosmonaut ceh
- Abdul Ahad Mohmand – primul cosmonaut afgan
- Georgi Ivanov – primul cosmonaut bulgar
- Aleksandar Panayotov Aleksandrov - cel de-al doilea cosmonaut bulgar
- Arnaldo Tamayo – primul cosmonaut cubanez și latino-american
- Iuri Gagarin - primul cosmonaut uman și primul cosmonaut rus

## Astronauți
- Jean-Loup Chrétien primul astronaut francez